# Mebsuta
Mebsuta es el nombre de la estrella ε Geminorum (ε Gem / 27 Geminorum). De magnitud aparente +2,98, es la quinta estrella más brillante en la constelación de Géminis. Su nombre proviene de la antigua tradición árabe en donde, junto a la estrella Mekbuda (ζ Geminorum), formaban las garras de un león. Así, mientras el nombre de Mekbuda proviene de una frase referente a la garra cerrada, Mebsuta hace referencia a la garra extendida. Melucta y Meboula han sido nombres utilizados en el pasado para designar a Mebsuta.
Mebsuta es una rara estrella supergigante amarilla de tipo espectral G8Ib y 4360 K de temperatura. Con una luminosidad equivalente a 7600 soles, es visible a simple vista a pesar de que se encuentra a 900 años luz de distancia. Es una estrella mucho más grande que el Sol, con un diámetro 150 veces mayor que el diámetro solar; dispuesta en el centro del sistema solar, su superficie alcanzaría la órbita de Venus. De acuerdo a su masa, estimada entre 7 y 9 veces la masa solar, Mebsuta se halla justo en el límite para acabar sus días como una enana blanca; si lo supera explotará como una supernova.
Mebsuta tiene una compañera visual de novena magnitud separada unos 2 minutos de arco, de la que durante mucho tiempo se pensó que era una compañera óptica. Sin embargo, sus características —es una estrella evolucionada de tipo K— sugieren una distancia exactamente igual a la de Mebsuta. Por otra parte, considerando que la edad de Mebsuta es de 50 millones de años como máximo, no puede existir ninguna compañera estelar de masa inferior a Mebsuta pero más evolucionada que ella. La «compañera» observada probablemente sólo transita por la vecindad de Mebsuta.
Como Mebsuta está cerca de la eclíptica, puede ser ocultada por la Luna y ocasionalmente por algún planeta. La última ocultación tuvo lugar el 8 de abril de 1976 por Marte.